# Walt-Disney-Methode
Walt-Disney-Methode ist eine Bezeichnung für eine angeblich von Walt Disney angewandte Kreativitätstechnik, bei der eine oder mehrere Personen ein Problem aus drei Blickwinkeln betrachten und diskutieren.
1. Der Träumer ist subjektiv orientiert und enthusiastisch, enthält sich aber eines praktischen Urteils zu einer Idee oder Analyse.
2. Der Realist nimmt einen pragmatisch-praktischen Standpunkt ein, entwickelt Aktivitätenpläne und untersucht die notwendigen Arbeitsschritte, -mechanismen und Voraussetzungen.
3. Der Kritiker fordert heraus und prüft die Vorgaben der anderen. Ziel ist konstruktive und positive Kritik, die hilft, mögliche Fehlerquellen zu identifizieren.

Die Methode kann sowohl von Einzelpersonen als auch von Gruppen angewendet werden. Sie soll besonders hilfreich sein, wenn es darum geht, Ziele und Visionen zu konkretisieren und alltagstauglich zu gestalten.
Die Methode geht auf Robert B. Dilts zurück, der über den berühmten Filmproduzenten und Zeichentrick-Pionier Walt Disney schrieb:

„… tatsächlich gab es drei Walts: den Träumer, den Realisten und den Spielverderber – …there were actually three different Walts: the dreamer, the realist, and the spoiler“

## Die Methode
Als Kreativitäts-Methode funktioniert die Walt-Disney-Methode am besten mit vier statt drei Rollen:
1. Träumer (Visionär, Ideenlieferant)
2. Realist (Realist, Macher)
3. Kritiker (Qualitäts-Manager, Fragensteller)
4. Neutraler (Beobachter, Berater)

Vier Stühle werden mit diesen Rollen markiert, so dass jeder immer die Rolle der anderen erkennen kann. Als Einzel-Technik beginnt man auf der neutralen Position und analysiert das Problem. Dann bewegt man sich auf eine der anderen Positionen, nimmt diese Rolle ein und argumentiert aus dieser Perspektive. Man verändert die Positionen im Wechsel solange, bis ein ausreichend guter Zustand einer Idee entwickelt wurde. Die zuletzt eingenommene Position ist wieder die neutrale. Als Gruppenrollenspiel nehmen verschiedene Personen die einzelnen Positionen ein, diskutieren ein Problem bis ein Standpunkt erreicht ist. Dann wechseln sie die Rollen und diskutieren erneut usw. bis ein ausreichend guter Entwicklungsstand erreicht ist.
Der Ursprung dieser Methode ist die Technik der sechs Denkhüte von Edward de Bono. Dabei entspricht die Rolle des Neutralen in etwa dem weißen und dem blauen Hut, der Kritiker dem schwarzen Hut und der Träumer dem gelben und grünen Hut. Für die Rolle des Realisten gibt es keine farbliche Entsprechung. Die Methode hat ferner Ähnlichkeiten zur Zukunftswerkstatt.